# Episodi di Dharma & Greg (quinta stagione)
La quinta e ultima stagione della serie televisiva Dharma & Greg, composta da 24 episodi, è stata trasmessa in prima visione negli Stati Uniti da ABC tra il 25 settembre 2001 e il 30 aprile 2002.
In Italia invece, è stata trasmessa in prima visione su Italia 1 dal 14 ottobre al 15 novembre 2002.
| nº | Titolo originale                           | Titolo italiano                             | Prima TV USA      | Prima TV Italia  |
| -- | ------------------------------------------ | ------------------------------------------- | ----------------- | ---------------- |
| 1  | Intensive Caring                           | Gare a rotelle                              | 25 settembre 2001 | 14 ottobre 2002  |
| 2  | With a Little Help from My Friend          | Eccesso di altruismo                        | 25 settembre 2001 | 15 ottobre 2002  |
| 3  | Papa Was Almost a Rolling Stone            | Radio Dharma                                | 2 ottobre 2001    | 16 ottobre 2002  |
| 4  | Sexual Healing                             | Una poltrona per due                        | 9 ottobre 2001    | 17 ottobre 2002  |
| 5  | Without Reservations                       | L'albergo di Dharma e Greg                  | 16 ottobre 2001   | 18 ottobre 2002  |
| 6  | Try to Remember This Kind of September     | La sorpresa di settembre                    | 23 ottobre 2001   | 21 ottobre 2001  |
| 7  | Used Karma                                 | Un usato spiritato                          | 30 ottobre 2001   | 22 ottobre 2002  |
| 8  | Home is Where the Art Is                   | Quando la vita è arte                       | 13 novembre 2001  | 23 ottobre 2002  |
| 9  | Wish We Weren't Here                       | Lista d'attesa                              | 20 novembre 2001  | 24 ottobre 2002  |
| 10 | Dream a Little Dream of Her                | Tanto per sognare                           | 27 novembre 2001  | 25 ottobre 2002  |
| 11 | A Fish Tale                                | Weekend di bugie                            | 4 dicembre 2001   | 28 ottobre 2002  |
| 12 | Previously on "Dharma & Greg"              | Energia cosmica                             | 11 dicembre 2001  | 29 ottobre 2002  |
| 13 | Protecting the Ego-System                  | La strategia di Kitty                       | 8 gennaio 2002    | 30 ottobre 2002  |
| 14 | Near-Death of a Salesman                   | Edward il commesso                          | 5 marzo 2002      | 31 ottobre 2002  |
| 15 | It's a Bird, It's a Plane, It's... My Wife | Tornado biondo                              | 12 marzo 2002     | 4 novembre 2002  |
| 16 | I Think, Therefore I am in Trouble         | Cogito ergo sono nei guai                   | 19 marzo 2002     | 5 novembre 2002  |
| 17 | She's with the Band                        | Affari a tempo di rock                      | 26 marzo 2002     | 6 novembre 2002  |
| 18 | Mission: Implausible                       | Lo Schnauzer glorioso                       | 2 aprile 2002     | 7 novembre 2002  |
| 19 | This Diamond Ring                          | Il brillante                                | 2 aprile 2002     | 8 novembre 2002  |
| 20 | The Tooth Is Out There                     | Due rose a settimana                        | 9 aprile 2002     | 11 novembre 2002 |
| 21 | The Parent Trap                            | Scene da un matrimonio - bis                | 16 aprile 2002    | 12 novembre 2002 |
| 22 | Tuesday's Child                            | Adozione a sorpresa                         | 23 aprile 2002    | 13 novembre 2002 |
| 23 | The Mamas and the Papas: Part 1            | Quando i nodi vengono al pettine (1ª parte) | 30 aprile 2002    | 14 novembre 2002 |
| 24 | The Mamas and the Papas: Part 2            | Quando i nodi vengono al pettine (2ª parte) | 30 aprile 2002    | 15 novembre 2002 |

## Gare a rotelle
- Titolo originale: Intensive Caring
- Diretto da: Robert Berlinger
- Scritto da: Don Foster (sceneggiatura), David Babcock (sceneggiatura) e Bill Prady (soggetto)

### Trama
Saputo dell'incidente d'auto dello scorso maggio, entrambi i genitori di Dharma arrivano in ospedale e trovano la figlia appena uscita dall'intervento e intontita dall'anestesia. L'incidente d'auto ha lasciato Dharma con un'anca fratturata e l'ha costretta temporaneamente su una sedia a rotelle. Greg, che si è ripreso e ha riportato solo qualche piccolo taglio, si sente molto in colpa e cerca di mantenere un approccio "strutturato" alla guarigione di Dharma che, sfortunatamente per lei, non le consente di saltare gli appuntamenti di fisioterapia a favore di corse a staffetta in sedia a rotelle lungo i corridoi dell'ospedale. Da parte sua, Abby crede che cristalli e canti intorno al letto di sua figlia possano essere d'aiuto. Larry la chiama una "cerimonia di guarigione"; Greg lo chiama "voodoo".
- Ascolti USA: 12 080 000 telespettatori[25]

## Eccesso di altruismo
- Titolo originale: With a Little Help from My Friend
- Diretto da: J.D. Lobue
- Scritto da: Rachel Sweet (sceneggiatura), Susan Beavers (sceneggiatura) e Bill Prady (soggetto)

### Trama
Dharma crede che il suo incidente sia una manifestazione dell'universo che sta mescolando il suo mazzo di carte cosmico per poter aiutare persone – dall'ospedale, alla fisioterapia, alla compagnia assicurativa, ecc. – che altrimenti non avrebbe mai incontrato. Eppure, sebbene Dharma ami aiutare gli altri, non è altrettanto propensa ad accettarlo per sé, nemmeno quando è su una sedia a rotelle. Nel frattempo, Greg si occupa di un problema con l'assicurazione: la compagnia li ha pagati due volte per errore, ma non vuole ascoltare i suoi tentativi di spiegare.
- Ascolti USA: 12 080 000 telespettatori[25]

## Radio Dharma
- Titolo originale: Papa Was Almost a Rolling Stone
- Diretto da: Joel Murray
- Scritto da: Don Foster (sceneggiatura), Sid Youngers (sceneggiatura) e Eddie Gorodetsky (soggetto)

### Trama
Dharma scopre che suo padre, Larry, cantava e suonava la chitarra in una band, ma ha rinunciato a tutto alla sua nascita. Sentendosi in colpa, cerca di convincerlo a tornare a esibirsi. Nel frattempo, Larry e Abby installano una vecchia radio pirata nel soggiorno di Dharma per darle qualcosa da fare durante la convalescenza. Inizialmente, Greg deride "Radio Dharma", ma dopo un dibattito in diretta con un'interlocutrice, ne rimane conquistato. Nel frattempo, la vecchia tuta da corsa di Edward suscita un'irritazione in Kitty quando viene ritrovata "persa" in una scatola contenente i vecchi oggetti di Greg, ed Edward si rifiuta di smettere di indossarla.
- Ascolti USA: 8 410 000 telespettatori[26]

## Una poltrona per due
- Titolo originale: Sexual Healing
- Diretto da: Asaad Kelada
- Scritto da: Bill Prady (sceneggiatura), Don Foster (sceneggiatura) e Jamie Gorenberg (soggetto)

### Trama
Mentre il medico di Dharma le dà il permesso di riprendere i rapporti sessuali, Greg vede la loro auto distrutta per la prima volta dall'incidente e scopre che il perito assicurativo ha dichiarato che si trattava di guida spericolata. Ora completamente tormentato dai sensi di colpa ed eccessivamente prudente, Greg non riesce a godersi le avances romantiche di Dharma. Nel frattempo, Edward vuole che Larry gli restituisca la sedia da scrivania sgangherata che Kitty ha tentato di buttare via. Inizialmente infastidito dall'insistenza di Larry di giocare per ottenere la proprietà della sedia, Edward inizia ad apprezzare la sua compagnia.
- Ascolti USA: 8 540 000 telespettatori[27]

## L'albergo di Dharma e Greg
- Titolo originale: Without Reservations
- Diretto da: Jonathan Schmock
- Scritto da: Del Shores (sceneggiatura), Jenna Bruce (sceneggiatura) e Michelle Nader (soggetto)

### Trama
Greg non è particolarmente contento quando Dharma trasforma la loro casa in un bed and breakfast temporaneo.
- Ascolti USA: 9 230 000 telespettatori[28]

## La sorpresa di settembre
- Titolo originale: Try to Remember This Kind of September
- Diretto da: Robert Berlinger
- Scritto da: David Babcock (sceneggiatura), Maxine Lapiduss (sceneggiatura) e Bill Prady (soggetto)

### Trama
Dharma si ritrova inavvertitamente a dover competere con un'amica d'infanzia in visita. Dharma e Settembre sono cresciute insieme in una comune, e Settembre è rimasta fedele ai suoi modi anticonformisti, come preparare un'insalata con verdure che "crescevano nelle crepe del marciapiede" e cantare canzoni che le ha insegnato Nelson Mandela. Sentendosi in colpa per quanto la sua vita sia cambiata, Dharma decide di tornare alle origini. Prima, semplifica il suo guardaroba; poi si chiede di cos'altro lei e Greg possano fare a meno – come forse l'elettricità, o almeno l'amata televisione di Greg (poco prima del Super Bowl). Ma ciò che la preoccupa di più è il sospetto che Settembre possa avere delle mire su Larry. E ha ragione, ma non sono quelle che teme.
- Ascolti USA: 9 480 000 telespettatori[29]

## Un usato spiritato
- Titolo originale: Used Karma
- Diretto da: J.D. Lobue
- Scritto da: Sid Youngers (sceneggiatura), Rachel Sweet (sceneggiatura) e David Babcock (soggetto)

### Trama
Quando Greg inizia a vestirsi e comportarsi in modo strano dopo aver guidato l'auto usata che Dharma ha comprato di recente, lei teme che sia stato posseduto dallo spirito del precedente proprietario, un piccolo criminale e giocatore d'azzardo morto prematuramente. Nel frattempo, Edward fa installare a Larry una telecamera di sicurezza a casa sua per aiutare a catturare il bambino che gli lancia uova ogni Halloween.
- Ascolti USA: 8 050 000 telespettatori[30]

## Quando la vita è arte
- Titolo originale: Home Is Where the Art Is
- Diretto da: Ted Lange
- Scritto da: Sid Youngers (sceneggiatura), Ed Yeager (sceneggiatura) e Don Foster (soggetto)

### Trama
Terry, un vecchio amico artista di Dharma, la convince a recitare con lui nel suo ultimo lavoro: vivere "in mostra" in una galleria d'arte 24 ore su 24 per una settimana. Inutile dire che Greg non è entusiasta della sua decisione, e il fatto che il suocero Larry si trasferisca da lui non aiuta di certo.
- Guest star: Bodhi Elfman (Terry).
- Curiosità: Bodhi Elfman è il marito di Jenna Elfman (l'attrice che interpreta Dharma) nella vita reale.
- Ascolti USA: 8 020 000 telespettatori[31]

## Lista d'attesa
- Titolo originale: Wish We Weren't Here
- Diretto da: J.D. Lobue
- Scritto da: Bill Prady (sceneggiatura), Jenna Bruce (sceneggiatura) e Maxine Lapiduss (soggetto)

### Trama
Il maltempo impedisce il volo di Dharma e Greg nell'Indiana.
- Guest star: Pat Benatar (sé stessa), Neil Giraldo (sé stesso), Sarah Lancaster (Wendy), Octavia Spencer (Gloria).
- Ascolti USA: 8 520 000 telespettatori[32]

## Tanto per sognare
- Titolo originale: Dream a Little Dream of Her
- Diretto da: Asaad Kelada
- Scritto da: Susan Beavers (sceneggiatura), Del Shores (sceneggiatura), David Babcock (soggetto) e Rachel Sweet (soggetto)

### Trama
Dharma cerca di scoprire l'identità della ragazza dei sogni di Greg; la sincerità di Greg sconvolge le cose a casa dei suoi genitori.
- Ascolti USA: 9 570 000 telespettatori[33]

## Weekend di bugie
- Titolo originale: A Fish Tale
- Diretto da: Thomas Gibson
- Scritto da: Rachel Sweet (sceneggiatura), Jamie Gorenberg (sceneggiatura) e Ed Yeager (soggetto)

### Trama
L'attivista per i diritti degli animali Abby bandisce Greg dalla casa dei Finkelstein quando scopre che lui ed Edward andranno a pescare.
- Ascolti USA: 8 500 000 telespettatori[34]

## Energia cosmica
- Titolo originale: Previously on Dharma and Greg
- Diretto da: Robert Berlinger
- Scritto da: David Babcock (sceneggiatura), Susan Beavers (sceneggiatura), Bill Prady (accreditato come Bill Brady) (soggetto) e Maxine Lapiduss (soggetto)

### Trama
In un flashback ambientato sei mesi prima dell'episodio pilota della serie, vengono mostrate le vite di Dharma e Greg prima del loro primo appuntamento. Nell'episodio, Greg chiede a un'altra donna di sposarlo, mentre Dharma porta a casa un altro uomo per fargli conoscere i suoi genitori. Alla fine, Kitty si dispiace molto quando Greg lascia la sua fidanzata, mentre Larry guarda Dharma lasciare un bravo ragazzo che "si rifiuta di trovare un lavoro".

## La strategia di Kitty
- Titolo originale: Protecting the Ego-System
- Diretto da: J.D. Lobue
- Scritto da: Sid Youngers (sceneggiatura), Ed Yeager (sceneggiatura), Bill Prady (soggetto) e David Babcock (soggetto)

### Trama
Kitty porta Dharma alla cerimonia di inizio lavori del nuovo anfiteatro all'aperto del suo arcinemico Teensy Manhart. Ma Dharma si lancia in avanti per protesta quando si rende conto che il sito previsto per il teatro è una preziosa zona verde. Abby, Larry ed Ed Begley Jr., un noto attivista ambientalista, si uniscono alla sua protesta.
- Ascolti USA: 7 710 000 telespettatori[35]

## Edward il commesso
- Titolo originale: Near-Death of a Salesman
- Diretto da: Joel Murray
- Scritto da: Eddie Gorodetsky (sceneggiatura), Jenna Bruce (sceneggiatura), Don Foster (soggetto) e Susan Beavers (soggetto)

### Trama
Uno spavento per un infarto, durante la presentazione commerciale di Larry per il suo chili, porta Edward a ricordare un periodo più semplice della sua vita, quando non era un "capitano d'industria" sotto pressione che si limitava ad acquisire e fondere altre aziende. Cercando di convincerlo ad adottare una vita più semplice, Dharma rimane sorpresa quando Edward prende il controllo di un outlet di scarpe sportive in un centro commerciale, di proprietà della sua azienda, e si sistema felicemente come un venditore di scarpe di successo, finché Kitty non lo scopre. Nel frattempo, raccogliendo documenti che richiedono la firma di Edward, Greg ha un assaggio di cosa significherebbe la vita come successore in azienda di suo padre; e si rende conto (mentre Kitty lo dice con rabbia a Dharma) che il vero motivo per cui Edward non si è ritirato è perché sta aspettando che Greg prenda il suo posto. Dharma solidarizza con Greg, che non vuole abbandonare lo studio legale che ha fondato nell'ultimo anno, ma poiché questo sembra consistere nella scontrosa Marlene che gestisce male l'ufficio e nel fatto che Pete "insegna" a tre splendide giovani donne un "corso" sulle molestie sessuali, comincia a pensare che forse dovrebbe prendere il posto di suo padre.
- Ascolti USA: 7 010 000 telespettatori[36]

## Tornado biondo
- Titolo originale: It's a Bird, It's a Plane, It's... My Wife
- Diretto da: Robert Berlinger
- Scritto da: Susan Beavers (sceneggiatura), Jamie Gorenberg (sceneggiatura), Bill Prady (soggetto) e Eddie Gorodetsky (soggetto)

### Trama
Dharma è l'ispirazione per la nuova eroina dei fumetti del suo vicino/ammiratore nerd, Tornado Biondo, una superdonna sexy che combatte il crimine. Mentre Dharma si gode la sua nuova fama, la vita di Greg va fuori controllo dopo che una foto di un furto con scasso sul giornale elogia Dharma come un'eroina nella vita reale e lui come il suo codardo aiutante.
- Ascolti USA: 7 730 000 telespettatori[37]

## Cogito ergo sono nei guai
- Titolo originale: I Think, Therefore I Am in Trouble
- Diretto da: Chuck Lorre
- Scritto da: Maxine Lapiduss (sceneggiatura), Jamie Gorenberg (sceneggiatura) e Chuck Lorre (soggetto)

### Trama
Nello studio di Greg arriva Gretchen, una nuova avvocatessa bellissima, che suscita in lui fantasie sessuali. Assalito dai sensi di colpa per i suoi pensieri inappropriati – soprattutto perché è il suo "anniversario di quattro anni e mezzo" con Dharma – Greg cerca disperatamente di togliersi Gretchen dalla testa, ma invano.
- Guest star: Claudia Schiffer (Gretchen).
- Ascolti USA: 7 950 000 telespettatori[38]

## Affari a tempo di rock
- Titolo originale: She's with the Band
- Diretto da: Jonathan Schmock
- Scritto da: Del Shores (sceneggiatura), Eddie Gorodetsky (sceneggiatura), Sid Youngers (soggetto) e Ed Yeager (soggetto)

### Trama
Dopo essersi unita improvvisamente a una rock band di cui fa parte anche la figlia ribelle adolescente di uno dei clienti di Greg, Dharma invita i musicisti a vivere con lei e Greg.
- Ascolti USA: 6 830 000 telespettatori[39]

## Lo Schnauzer glorioso
- Titolo originale: Mission: Implausible
- Diretto da: Asaad Kelada
- Scritto da: Sid Youngers (sceneggiatura), David Babcock (sceneggiatura) e Jamie Gorenberg (soggetto)

### Trama
Una visita di Kirk, un giovane ex studente della facoltà di giurisprudenza di Greg, catapulta l'ignaro Greg nel mezzo di un folle gioco universitario con regole molto specifiche, elaborate da studenti "seriamente ubriachi". Nonostante la riluttanza di Greg a lasciarsi coinvolgere in uno scherzo universitario in questa fase della sua vita, Dharma non gli lascia scelta quando raduna la banda per aiutarlo a riconquistare il titolo di campione in una parodia relativamente divertente di Mission: Impossible. Nel frattempo, la guardia giurata Larry è turbata quando il suo supervisore Walter gli fa notare che riceve un trattamento speciale perché sua figlia è sposata con il figlio del capo. Quando Larry chiede a Edward di revocare ogni trattamento speciale, Walter lo licenzia con cortesia.
- Ascolti USA: 8 160 000 telespettatori[40]

## Il brillante
- Titolo originale: This Diamond Ring
- Diretto da: J.D. Lobue
- Scritto da: Bill Prady (sceneggiatura), Don Foster (sceneggiatura) e Jamie Gorenberg (soggetto)

### Trama
Quando Dharma scopre che la sua patente è scaduta, Greg le chiede di essere un po' più responsabile, ed è allora che Dharma scopre di aver perso l'inestimabile anello di diamanti, cimelio di famiglia, che le aveva regalato Kitty. Lo trova sul tetto, ricoperto di catrame; e quando lo porta da un gioielliere per farlo pulire, scopre che in realtà è solo un falso di ottima fattura, il che porta a un confronto con Kitty. Nel frattempo, Pete chiede aiuto a Dharma per ottenere un appuntamento con Gretchen. Il suo semplice e sensato consiglio funziona... Presto Gretchen è perdutamente innamorata di Pete, ma lui non lo sopporta. Inoltre, Marlene, la commessa brontolona, viene licenziata da Greg.
- Ascolti USA: 8 160 000 telespettatori[40]

## Due rose a settimana
- Titolo originale: The Tooth Is Out There
- Diretto da: Asaad Kelada
- Scritto da: Don Foster (sceneggiatura), Eddie Gorodetsky (sceneggiatura) e Jenna Bruce (soggetto)

### Trama
Dharma incoraggia Larry a chiedere un prestito al fratello di lui, George, per acquistare il negozio di libri di teorie di cospirazione preferito da Larry; quando iniziano ad accadere cose strane, Dharma sospetta che George stia tramando per minare il successo di Larry. I suoi sforzi per scoprire il complotto la costringono a sottoporsi a diverse procedure dentistiche presso lo studio di George, ma i sospetti sembrano giustificati quando il negozio brucia misteriosamente poco prima della grande riapertura. Nel frattempo, Kitty cerca di rivitalizzare la sua vita amorosa facendo ingelosire Edward, sostenendo che il suo addetto all'auto continua a lasciarle rose rosse sul sedile.
- Ascolti USA: 6 180 000 telespettatori[41]

## Scene da un matrimonio - bis
- Titolo originale: The Parent Trap
- Diretto da: J.D. Lobue
- Scritto da: Susan Beavers (sceneggiatura), Del Shores (sceneggiatura) e Maxine Lapiduss (soggetto)

### Trama
Mentre Kitty si prepara a rinnovare i suoi voti matrimoniali, Dharma intrattiene i genitori di Marlene.
- Ascolti USA: 6 500 000 telespettatori[42]

## Adozione a sorpresa
- Titolo originale: Tuesday's Child
- Diretto da: Joel Murray
- Scritto da: Sid Youngers (sceneggiatura), Jenna Bruce (sceneggiatura) e David Babcock (soggetto)

### Trama
Una bambina sviluppa un legame con Dharma e Greg; a Kitty viene ordinato di svolgere servizi alla comunità.
- Ascolti USA: 6 460 000 telespettatori[43]

## Quando i nodi vengono al pettine (1ª parte)
- Titolo originale: The Mamas and the Papas: Part 1
- Diretto da: Asaad Kelada
- Scritto da: Maxine Lapiduss (sceneggiatura), Ed Yeager (sceneggiatura) e Bill Prady (soggetto)

### Trama
Dharma e Greg si ritrovano ancora una volta a cercare di riappacificarsi con i loro genitori agli antipodi quando scoppia una discussione sulla possibilità che la coppia vada in vacanza con i Finkelstein o con i Montgomery. Dharma cerca di placare entrambe le parti organizzando un weekend per tutti nello chalet di montagna dei Montgomery, ma quando i soliti battibecchi e insulti raggiungono il culmine, Dharma e Greg finiscono per perdere il controllo. Nel frattempo, in ufficio, a Pete viene affidato il compito di condurre un'ispezione di routine della SEC, ma quando l'agente si rivela essere una bella donna, inventa storie incredibili sull'insider trading mettendosi nei guai.
- Ascolti USA: 6 660 000 telespettatori[44]

## Quando i nodi vengono al pettine (2ª parte)
- Titolo originale: The Mamas and the Papas: Part 2
- Diretto da: J.D. Lobue
- Scritto da: Don Foster (sceneggiatura), Del Shores (sceneggiatura) e David Babcock (soggetto)

### Trama
Dopo aver lasciato lo chalet, Dharma e Greg rimangono bloccati in una tempesta di neve e cominciano a chiedersi come le loro diverse educazioni li influenzeranno come genitori.
- Ascolti USA: 6 660 000 telespettatori[44]